# Çò des d'Oelhèr
Çò des d'Oelhèr és una obra de Gausac, al municipi de Vielha e Mijaran (Vall d'Aran) inclosa a l'Inventari del Patrimoni Arquitectònic de Catalunya.

## Descripció
Çò des d'Oelhèr és un habitatge que presenta els edificis disposats bàsicament en sentit longitudinal al carrer, adossats al fort del vessant, amb el "uart" al darrere de la casa, així com segona borda en la part superior que comunica amb la primera a través d'un corral; la galeria en aquest cas se situa com un annex de la casa, per sota. La façana principal dona al carrer, paral·lela a la "capièra" orientada a ponent. Les obertures defineixen una estructura de dues plantes i "humenèja". La façana és compartimentada per una faixa horitzontal i tres contraforts que reforcen la disposició simètrica de les obertures. La cava se situa a la planta baixa, seguida de la porta d'accés, obra de fàbrica que duu en la llinda gravat l'any 1816. Les dues fulles d'aquesta porta presenten un artístic treball d'ebanistaria amb diversos motius gravats i un picaporta en forma de mà. Finalment la decoració pictòrica juga amb el contrast entre el sòcol, el fons blanc de l'arrebossat i el color marró dels elements de fusta. La borda que se situa en l'esglaó immediatament superior al de la casa presenta el mateix tipus de decoració de faixes, amb pedra vista. La segona borda amb el xamfrà arrodonit per la banda del corral integra en la façana nord les portes de l'estable i del paller (elevada) sota un "penalèr" resolta amb talons de fusta.

## Història
Segons Pascual Madoz el nucli històric de Gausac era format per 33 cases de dos pisos i coberta de pissarra que formaven un sol carrer. El cognom Vidal, relacionat amb els actuals propietaris de Çò des d'Olher, és un dels més antics de la Val. Així l'any 1313 Vidal d'Angnès figura entre els caps de casa de Gausac, l'any 1565 compareix un Vidalot de Gausac.